# Adam Campbell
Adam Campbell (født Adam Jones, 7 november 1980) er en engelsk skuespiller. Blandt hans præstationer er roller i de amerikanske filmparodier Date Movie og Epic Movie. Desuden portrætterede han Cal Vandeusen i miniserien Harper's Island.